# ناتاشا هاردينغ
ناتاشا هاردينغ (بالإنجليزية: Natasha Harding)‏ (2 مارس 1989 في المملكة المتحدة - ) هي لاعبة كرة قدم بريطانية في مركز الهجوم. شاركت مع منتخب ويلز لكرة القدم للسيدات. أما مع النوادي، فقد لعبت مع كارديف سيتي ومانشستر سيتي ونادي بريستول روفيرز ونادي ليفربول لكرة القدم للسيدات وواشنطن سبيريت وBristol City W.F.C. ‏ وGwalia United F.C. ‏ ومانشستر سيتي للسيدات.

## وصلات خارجية
- ناتاشا هاردينغ على موقع الاتحاد الأوربي (الإنجليزية)
- ناتاشا هاردينغ على موقع قاعدة بيانات كرة القدم.إي يو (الإنجليزية)
- ناتاشا هاردينغ على موقع Soccerway.com (الإنجليزية)
- ناتاشا هاردينغ على موقع عالم كرة القدم.نت (الإنجليزية)